# هينوكيتيول
هينوكيتيول (β- ثوجابليسين) هو مونوتربينوويد طبيعي موجود في خشب الأشجار من الفصيلة السروية، وهو مشتق تروبولون واحد من الثوجابليسين، ويستخدم هينوكيتيول على نطاق واسع في منتجات علاج والعناية بالفم لمفعوله الواسع المضاد للميكروبات والالتهابات، بالإضافة إلى ذلك فقد تمت الموافقة عليه كمضاف غذائي لحفظ الطعام في اليابان.
ويرجع اسم هينوكيتيول إلى حقيقة أنه تم عزله في الأصل عن هينوكي التايواني في عام 1936، في الواقع يكاد يكون غائبًا في هينوكي اليابانية بينما هو موجود في التركيز العالي (حوالي 0.04 ٪ من كتلة القلب) في العرعر الأرزي، هبة سيدار الخشب (ثوجابس دولابراتا) والعفص المطوي (ثوجا بليكاتا)، ويمكن استخراجه بسهولة من خشب الأرز باستخدام المذيبات والموجات فوق الصوتية. ويرتبط الهينوكيتيول هيكلياً بالتروبولون، الذي يفتقر إلى بديل الأيسوبروبيل، حيث أن التروبولونات هي عوامل استخلاب معروفة.

## نشاط مضادات الميكروبات
لدى الهينوكيتيول مجموعة واسعة من الأنشطة البيولوجية، والتي تم استكشاف العديد منها وتمييزها في الأدب، حيث أولها وأكثرها شهرة هو النشاط القوي المضاد للميكروبات ضد العديد من البكتيريا والفطريات، بصرف النظر عن مقاومة المضادات الحيوية، وأثبت هينوكيتيول فعاليته على وجه التحديد ضد المكورات الرئوية العقدية والمكورات العقدية المتحولة والمكورات العنقودية الذهبية، مسببات الأمراض البشرية الشائعة، بالإضافة إلى ذلك ثبت أن هينوكيتيول له تأثيرات مثبطة على المتدثرة الحثرية وقد يكون مفيدًا سريريًا كدواء موضعي، أظهرت دراسات حديثة أن هينوكيتيول  يوضح أيضًا عملًا مضادًا للفيروسات عند استخدامه مع مركب الزنك ضد العديد من الفيروسات البشرية بما في ذلك فيروسات الأنف وفيروس كوكساكي فيروس منغوفير.      

## نشاطات أخرى
بالإضافة إلى النشاط المضاد للميكروبات واسع النطاق، يمتلك هينوكيتيول  أيضًا أنشطة مضادة للالتهابات ومضادة للأورام، تتميز بعدد من دراسات الخلايا المختبرية ودراسات على الحيوانات الحية، يمنع هينوكيتيول  علامات الالتهابات الرئيسية ومساراتها، مثل عامل نخر الورم a والعامل النووي المعزز لسلسلة كابا الخفيفة في الخلايا البائية النشطة، ويتم استكشاف إمكاناته لعلاج حالات الالتهابات المزمنة أو أمراض المناعة الذاتية، وقد اتضح أن هينوكيتيول يمارس السمية الخلوية على العديد من خطوط الخلايا السرطانية البارزة عن طريق حث عمليات البلعمة الذاتية. 

### أبحاث الفيروسات التاجية
تنشأ التأثيرات المضادة للفيروسات لـهينوكيتيول من عملها كأيونوفور الزنك، حيث يسمح هينوكيتيول  بتدفق أيونات الزنك إلى الخلايا، مما يمنع آلية تكرار فيروسات الحمض النووي الريبوزي ومن ثم تثبيط تكرار الفيروس، بعض فيروسات الحمض النووي الريبوزي البارزة تشمل فيروس الإنفلونزا البشرية، والسارس، والفيروس كورونا المستجد، واختبرت دراسة مدى فعالية أيونات الزنك مع أيونوفور الزنك في تثبيط تكاثر السارس، وهو فيروس تاجي آخر يشترك في العديد من أوجه التشابه مع فيروس كورونا المستجد، وقد وجد أن أيونات الزنك قادرة على منع تكرار الفيروس بشكل كبير داخل الخلايا، وأثبتت أن الإجراء يعتمد على تدفق الزنك، أُجريت هذه الدراسة باستخدام بيريثيون الزنك أيونوفور، الذي يعمل بشكل مشابه جدًا لهينوكيتيول. 

#### «النشاط المضاد للفيروسات لبيريثيون الزنك وبيونثيون وهينوكيتيول ضد عدوى فيروسات بيكورنا»
أظهرت دراسة نُشرت في عام 2008 بالانتماء إلى جامعة فيينا الطبية وقسم الأحياء الدقيقة الطبية في مركز نيميجن الطبي بجامعة رادبود، أن الهينوكيتيول يثبط فيروس الأنف البشري وفيروس كوكساكي وتكاثر الفيروس، وأظهرت أيضًا أن هينوكيتيول يتداخل مع معالجة البروتينات الفيروسية، وبالتالي تثبيط تكرار فيروس بيكورنا، وكشفت الدراسة أيضًا أن هينوكيتيول يؤدي إلى الاستيراد السريع للزنك خارج الخلية في الخلايا، على الرغم من أن المركبين الاثنين غير لا صلة بينهما من الناحية الهيكلية، واستمرت الدراسة بتقديم أدلة على أن هينوكيتيول يثبط تكاثر فيروسات بيكورنا عن طريق إضعاف معالجة البولي بروتين الفيروسي وأن النشاط المضاد للفيروسات لهينوكيتيول يعتمد على توافر أيونات الزنك.

#### «الدور المحتمل لشطف الفم الذي يستهدف الغلاف الدهني الفيروسي في عدوى السارس- CoV-2»
دراسة صادرة عن أكاديمية أكسفورد تحت المجلة الطبية «مجلة الوظيفة». مقتطف من الملخص: «تظهر الدراسات الناشئة بشكل متزايد أهمية الحلق والغدد اللعابية كمواقع لتكاثر الفيروس وانتقاله في وقت مبكر من مرض COVID-19. SARS-CoV-2 هو فيروس مغلف، يتميز بغشاء دهني خارجي مشتق من الخلية المضيفة التي تبرعم منها. في حين أنها شديدة الحساسية للعوامل التي تعطل الأغشية الحيوية الدهنية، لم يكن هناك أي نقاش حول الدور المحتمل لشطف الفم في منع الانتقال.» 

## المنتجات التي تحتوي على الهينوكيتيول
يستخدم هينوكيتيول على نطاق واسع في مجموعة من المنتجات الاستهلاكية بما في ذلك: مستحضرات التجميل، معاجين الأسنان، البخاخات الفموية، واقيات الشمس ونمو الشعر، واحدة من العلامات التجارية الرائدة في بيع منتجات هينوكيتيول الاستهلاكية هي Hinoki Clinical، تأسست شركة Hinoki Clinical (تأسست عام 1956) بعد فترة وجيزة من بدء أول «استخراج صناعي لهينوكيتيول» في عام 1955، لدى Hinoki حاليًا أكثر من 18 مجموعة من المنتجات المختلفة التي تحتوي على مكون هينوكيتيول، وتتباهى علامة تجارية أخرى ألا وهي Relief Life بأكثر من مليون مبيعات من معجون الأسنان الذي يحتوي على هينوكيتيول، ومن بين المنتجين الرئيسيين للمنتجات التي تعتمد على الهنوكيتيول: شركة أوتسوكا للأدوية، وشركة كوباياشي للأدوية، وشركة تايشو للأدوية، وشركة SS للأدوية، إلى جانب آسيا، تبدأ شركات مثل Swanson Vitamins® في استخدام منتجات هينوكيتيول في المنتجات الاستهلاكية في أسواق مثل الولايات المتحدة الأمريكية وأستراليا كمصل مضاد للأكسدة ولمساعي أخرى.    

### Dr ZinX
في 2 أبريل 2020، قدم Advance Nanotek، وهو منتج أسترالي لأكسيد الزنك، طلب براءة اختراع مشترك مع AstiVita Limited ، لتكوين مضاد للفيروسات يتضمن العديد من منتجات العناية بالفم التي تحتوي على هينوكيتيول  كمكون حيوي، تسمى العلامة التجارية التي تدمج هذا الاختراع الجديد الآن Dr ZinX ومن المرجح أن تطلق مزيج زينك وهينوكيتيول الخاص بها في عام 2020، في الثامن عشر من مايو/أيار من عام 2020، نشرت دكتور زينك نتائج اختبار «اختبار التعليق الكمي لتقييم نشاط مبيد الفيروسات في المجال الطبي»، وهو ما يرجع إلى خفض «3,25 سجل» (خفض بنسبة 99,9%) للحصول على تركيز نظيف في خمس دقائق ضد فيروس «كوفيد-19» التاجي البديل، الزنك هو مكمل غذائي أساسي وعنصر تتبع في الجسم، يقدر أن 17.3 ٪ من السكان على الصعيد العالمي ليس لديهم كمية كافية من الزنك.         

## التاريخ

### الاكتشاف
تم اكتشاف هينوكيتيول  في عام 1936 من قبل الدكتور تيتسو نوزوي من مكون الزيت الأساسي في السرو التايواني، تم التعرف على اكتشاف هذا المركب مع بنية جزيئية سداسية، قيل أنه غير موجود في الطبيعة، عالميًا على أنه إنجاز كبير في تاريخ الكيمياء.

#### نوزوي تيتسو
ولد نوزوي تيتسو في سينداي - اليابان في 16 مايو 1902، التحق في سن 21 بدورة الكيمياء في جامعة توهوكو الإمبراطورية في قسم الكيمياء، بعد تخرجه في مارس 1926، بقي نوزوي كمساعد باحث لكنه سرعان ما غادر سينداي إلى فورموزا (المعروفة حاليًا باسم تايوان) في نهاية يونيو 1926. 
تكمن اهتمامات نوزوي البحثية الرئيسية في دراسة المنتجات الطبيعية، خاصة تلك الموجودة في فورموزا، يتعلق عمل نوزوي الموثق في فورموزا بالمكونات الكيميائية لهينوكي تايوان الصنوبرية الأصلية التي تنمو في المناطق الجبلية. حدد نوزوي مركبًا جديدًا، هينوكيتيول، من مكونات هذا النوع وتحدث عنه لأول مرة في عام 1936 في عدد خاص من نشرة الجمعية الكيميائية في اليابان.
عندما نظمت جمعية المواد الكيميائية في لندن ندوة بعنوان «مركب التروبولون وكوبالوز» في نوفمبر عام 1950، تم ذكر عمل نوزوي على هينوكيتيول كمساهمة رائدة في كيمياء التروبولون، وبالتالي مساعدة بحث نوزوي في التعرف على الغرب، وكان نوزيو قادراً على نشر عمله في مجال الهينوكيتيول ومشتقاته في الطبيعة في عام 1951 بفضل جيه. دبليو كوك رئيس الندوة، حيث قدم عمل نوزوي، الذي بدأ بالبحث عن المنتجات الطبيعية في تايوان وأصبح مطورًا بالكامل في اليابان في الخمسينيات والستينيات، مجالًا جديدًا للكيمياء العضوية أي كيمياء المركبات العطرية غير البنزويدية، تم استقبال أعماله بشكل جيد في اليابان، وبالتالي حصل نوزوي على وسام الثقافة، وهو أعلى تكريم للمساهمين الباحثين والفنانين في عام 1958، عن عمر يناهز 56 عامًا.  

### مستقبل واعد
ابتداء من 2000s ، أدرك الباحثون أن hinokitiol يمكن أن تكون ذات قيمة كمستحضرات صيدلانية، ولا سيما لتثبيط بكتيريا Chlamydia trachomatis .
اكتشف الكيميائي مارتن بورك وزملاؤه في جامعة إلينوي في أوربانا شامبين ومؤسسات أخرى استخدامًا طبيًا هامًا لهينوكيتيول، وكان هدف بورك يتلخص في التغلب على النقل غير المنتظم للحديد في الحيوانات، حيث يمكن أن يؤدي عدم كفاية العديد من البروتينات إلى نقص الحديد في الخلايا (فقر الدم) أو التأثير المعاكس، داء ترسب الأصبغة الدموية، وباستخدام الباحثين للخميرة المستنزفة للجينات كبديل، قاموا بفحص مكتبة من الجزيئات الحيوية الصغيرة لعلامات نقل الحديد وبالتالي نمو الخلايا، وقد ظهر الهينوكيتيول كواحد من تلك التي استعادت وظائف الخلية، وقد بذل الفريق جهداً مضاعفاً لإنشاء الآلية التي يقوم بها الهينوكيتيول باستعادة أو تقليل الحديد الخلوي، بعد ذلك حولوا دراستهم إلى الثدييات ووجدوا أنه عندما تم إطعام القوارض التي تم تصميمها لتفتقر إلى «بروتينات الحديد» هينوكيتيول، استعادت امتصاص الحديد في القناة الهضمية، وفي دراسة مماثلة على سمك الزرد عمل الجزيء على إعادة إنتاج الهيموغلوبين.   تعليقاً على عمل بورك وآخرون، تم إطلاق اسم «جزيء الرجل الحديدي» على الهينوكيتيول، هذا ملائم ومثير للسخرية لأن الاسم الأول للمكتشف نوزوي يمكن ترجمته إلى الإنجليزية باسم «الرجل الحديدي».
كما تم إجراء أبحاث مهمة في التطبيقات الفموية لهينوكيتيول بالنظر إلى زيادة الطلب على منتجات هينوكيتيول الفموية، وإحدى هذه الدراسات المنتسبة إلى 8 مؤسسات مختلفة في اليابان، بعنوان: «النشاط المضاد للبكتيريا لهينوكيتيول ضد كل من البكتيريا المسببة للمرض والمقاومة للمضادات الحيوية التي تسود في التجويف الفموي والخطوط الجوية العليا» توصلت إلى استنتاج مفاده أن «الهينوكيتيول يظهر نشاطًا مضادًا للبكتيريا ضد مجموعة واسعة من البكتيريا المسببة للأمراض ولديها سمية منخفضة للخلايا الظهارية البشرية».

#### دراسات ذات صلة
- Zn2+ «يمنع نشاط فيروسات الشريان التاجي وفيروسات الحمض النووي الريبوزي في المختبر، كما تمنع أيونات الزنك تكرار هذه الفيروسات في ثقافة الخلية» [41]
- «النشاط المضاد للفيروسات لبيريثيون الزنك وبيونثيون وهينوكيتيول ضد عدوى فيروسات بيكورنا» [42]
- «الكشف عن الفيروس التاجي المرتبط بالسارس في غسل الحلق واللعاب في التشخيص المبكر» [43]
- «تعبير عالي عن مستقبلات إنزيم محول للأنجيوتنسين 2 لفيروس كورونا المستجد على الخلايا الظهارية للغشاء المخاطي للفم.»[44]
- «الأدوية المضادة للفيروسات» [45]
- «عامل مضاد للفيروسات وحلوى الحنجرة والغرغرة وغسول الفم باستخدام نفس الشيء.» [46]
- «طريقة النشاط المضاد للبكتيريا والمضادات الفطرية، والطريقة العلاجية للأمراض المعدية وطريقة الحفاظ على مستحضرات التجميل».[47]
- «التأثير الوقائي لهينوكيتيول ضد فقدان عظام دواعم السن في التهاب اللثة التجريبي الناجم عن الرباط لدى الفئران» [48]

راجع الأقسام الأخرى لمزيد من المعلومات فيما يتعلق بتطوير البحث ...